# Norris Geyser Basin

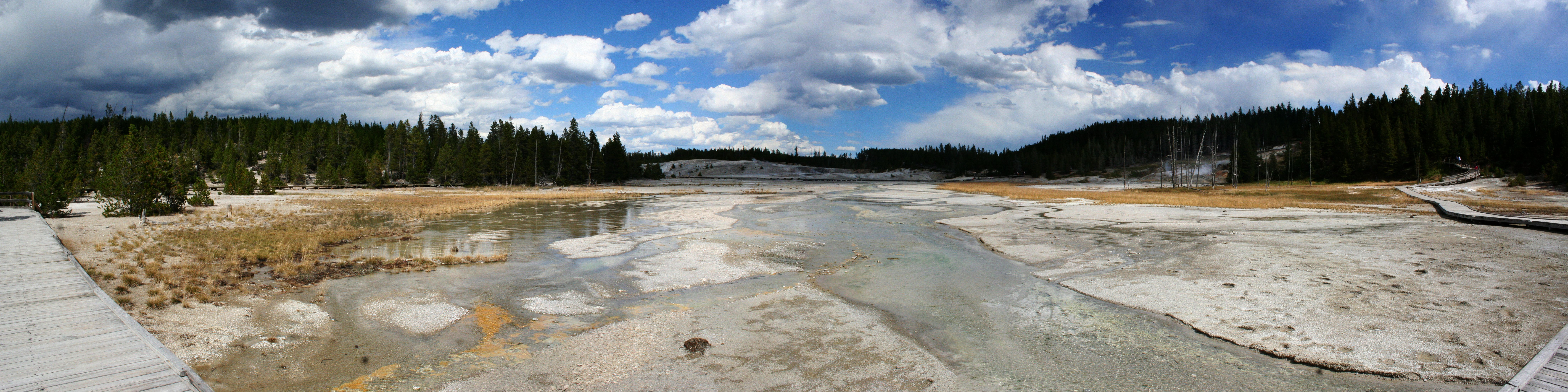
Widok na Norris Geyser Basin od południa

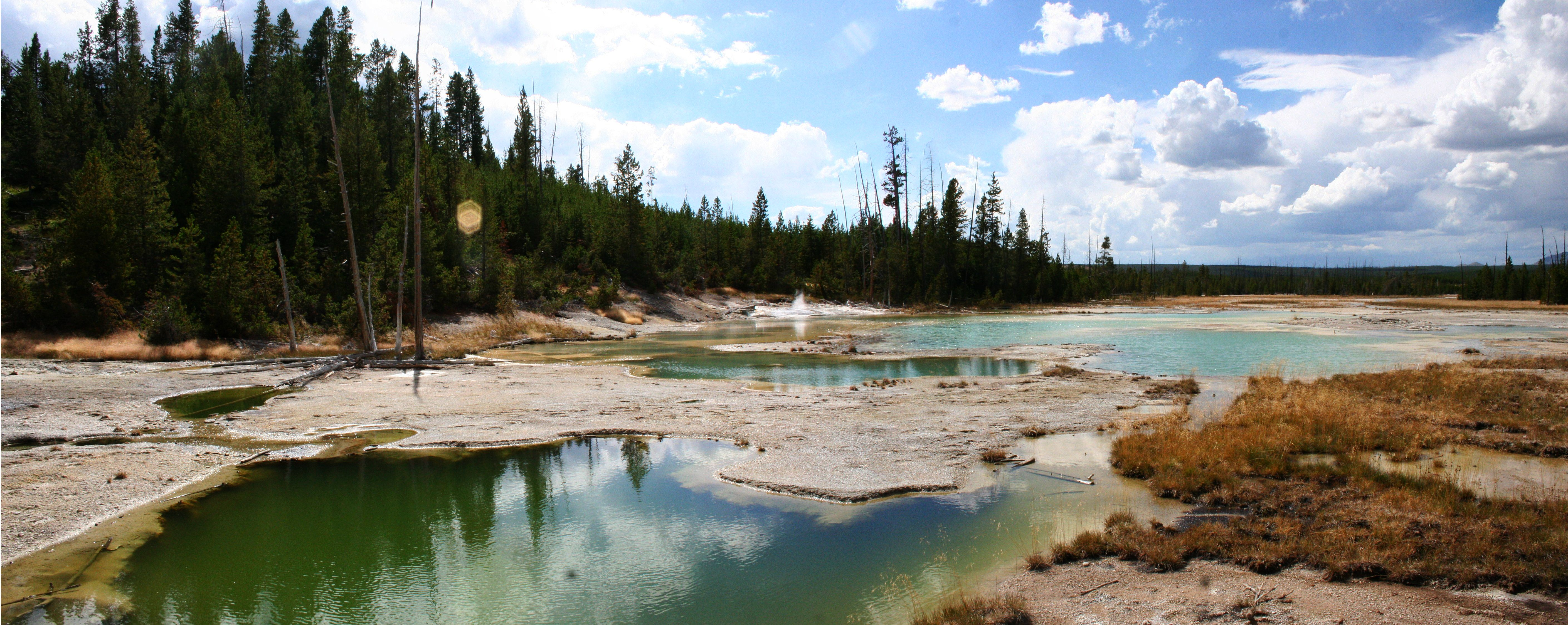
Widok na Crackling Lake

Norris Geyser Basin – kompleks termalny w Parku Narodowym Yellowstone, w stanie Wyoming, w Stanach Zjednoczonych, zlokalizowany 40 km na wschód od zachodniej bramy wjazdowej do parku. Na tereny znajdujące się w tym obszarze składają zarówno gejzery jak i geotermalne zbiorniki wodne. Skupisko utworów termicznych zawdzięcza swoją aktywność komorze magmowej znajdującej się pod całym obszarem parku, zwanej kalderą Yellowstone. Rozgrzana lawa podgrzewa wody gruntowe oraz zaskórne zebrane po roztopach śniegu lub po deszczach wypychając je następnie na powierzchnię ziemi pod dużym ciśnieniem. Na obszarze Norris Geyser Basin magma znajduje się wyjątkowo blisko powierzchni ziemi, co sprawia, że kompleks jest najgorętszym tworem na terenie parku. Wyjątkowość elementów termalnych Norris stanowi też fakt, że odczyn wody jest kwaśny w odróżnieniu od innych w Yellowstone. Cały kompleks podzielony jest na dwie części – Back Basin i Porcelain Basin, przez ich obszar biegnie strumień Tantalus Creek.

## Najważniejsze zjawiska termalne wchodzące w skład Norris Geyser Basin

### Roaring Mountain
Wzgórze ze źródłami termalnymi, które dzięki wydobywającej się pod dużym ciśnieniem pary wodnej o temperaturze 92 °C wydaje charakterystyczny, „ryczący” dźwięk. Góra zbudowana jest ze skał ryolitu i pokryta fumarolami.

### Pool Cinder
Zbiornik wodny o temperaturze 91 - 92 °C i głębokości ponad 11,5 metra. Znajduje się w północnej części kompleksu Norris i należy do Porcelain Basin. Łatwo go przeoczyć ze względu na mleczny kolor wody, bogatą w chlorki i siarczany. Na powierzchni wody można dostrzec często czarne koraliki siarki. Zbiornik nie jest dobrze zbadany, istnieje duże ryzyko jego wybuchu.

### Valentine Geyser
Gejzer wyrzuca nieregularnie wodę o temperaturze 91,5 °C w odstępach czasu od 5 do 50 godzin. Sama eksplozja trwa 1 do 1,5 godziny, podczas której woda i para wodna wyrzucane są na wysokość od 6 do 23 metrów. Stożek ma wysokość niespełna 2 metrów, główna erupcja ma od 5 do 7 minut. Pierwszy udokumentowany wybuch nastąpił w 1907 roku, nazwano go wtedy Alcove. Jednak później nazwę na obecną zmienił jeden z odkrywców parku - Bronson.

### Geyser Ledge
Jest największym gejzerem należącym do Porcelain Basin. Jest bardzo aktywny, wyrzucają bardzo głośno wodę z pięciu otworów o temperaturze 93 °C zna średnią wysokość 30 metrów, a jego erupcja trwa z reguły od 20 minut do 2 godzin. Został odkryty i nazwany w 1927 roku i w międzyczasie (do połowy 1970 roku) był nieaktywny.

### Porcelain Terrace Springs

Widok na Porcelain Spring Pool

Gorące źródła mają temperaturę ponad 95 °C. Znajdują się w Porcelain Basin i zajmują niewielka kotlinę. Otoczenie źródeł jest bardzo jałowe i surowe z powodu bardzo niskiego odczynu wody i skał. Wypłukiwana na powierzchnię siarka utlenia się tworząc kwas siarkowy. Obrzeża niewielkich zbiorników wodnych przybierają barwę lekko żółtą lub pomarańczową ze względu na wytrącanie się tlenków siarki i żelaza z wody.

### Africa Geyser

Panorama na Africa Geyser i sąsiadujący Arsenic Geyser

Nieaktywny już gejzer o jednej z najniższych temperatur wody wynoszącej niespełna 50 °C. Leży w Back Basin i w okresie aktywności był jednym z najbardziej przewidywalnych w kompleksie. Wysokość wyrzucanej wody wynosiła prawie 14 metrów. Gejzer był aktywny od lutego 1971 roku, stopniowo jego aktywność wygasała, dziś należy się domyślać jego działania i aktywności. Jego nazwa nawiązuje do kształtu utworu, który przypomina kontynent afrykański.

### Whirligig Geyser
Woda wyrzucana dość głośno z tego gejzeru przez 2 do 4 minut co godzinę ma średnio 88 °C. Wybuch nie jest spektakularny osiągając maksymalnie 4,4 metra wysokości. Sam twór geotermalny został odkryty w 1904 roku, wtedy także nadano mu pierwotna nazwę. Gejzer składa się z dwóch otworów, z czego tylko większy jest obecnie aktywny.

### Steamboat Geyser
Najwyższy na świecie, aktywny gejzer, który potrafi wyrzucić wodę na wysokość 90 metrów. Jego wybuchy nie są przewidywalne, tak jak i wysokość erupcji (najczęściej zdarzają się wyrzuty wody o wysokości do 12 metrów).

### Cistern Spring
Niewielki zbiornik wodny o temperaturze wody 90 °C i głębokości niespełna 10 metrów. Utwór powstał w 1966 roku, gdy gejzer Steamboat się uaktywnił, wcześniej był niewielkim oczkiem wodnym tworzonym przez wodę z otworu na jego dnie. Dziś Cistern jest kolorowym basenem o wymiarach 8 na 12,5 metra tworzącym wokół siebie duże połacie spieku z kikutami obumarłych drzew. Po wybuchu Steamboat Cistern Springs pozostaje przez parę dni mniejsze, po czym uzupełnia brak wody do stanu sprzed erupcji.

### Echinus Geyser
Jest największym, przewidywalnym gejzerem w kompleksie Norris Geyser Basin. Leży w jego południowej części - Back Basin. Jego erupcja trwa od 3 do 15 minut średnio co godzinę. Wyrzut wody o temperaturze 91 °C odbywa się na wysokość 15 do 30 metrów. Spiek na około gejzeru ma kolor pomarańczowy i brązowy na skutek wypłukiwania dużej ilości tlenku żelaza. Przed wybuchem woda zbiera się w rynienkach na około gejzeru i zaczyna stopniowo wrzeć.

### Vixen Geyser
Woda w gejzerze ma temperaturę 90,5 °C. Jego wybuch trwa od kilku sekund do 50 minut na wysokość do 12 metrów. Twór znajduje się w Back Basin i ma różowy odcień zawdzięczany żelazu i krzemionce. Na szczycie gejzeru znajduje się cylindryczny otwór. Erupcje gejzeru odbywają się na dwa sposoby - pierwszy, znacznie częstszy ogranicza się do wrzenia i bulgotania wody, drugi, dużo rzadszy, jest zarazem bardziej spektakularny. Woda przy głównym wybuchu wydostaje się wraz z parą wodną przez blisko godzinę.

### Porkchop Geyser
Duża różnica temperatur wody (36 do 72 °C) jest wynikiem ciągłych zmian zachodzących w tym tworze geotermalnym. Porkchop jest najmłodszym gejzerem, który odkryty w 1961 roku pozostał nieaktywny aż do 1985. Obecnie gejzer ma głębokość 0,7 metra i wymiary 4 na 5,5 metra.

## Pozostałe zjawiska termalne Norris geyser Basin

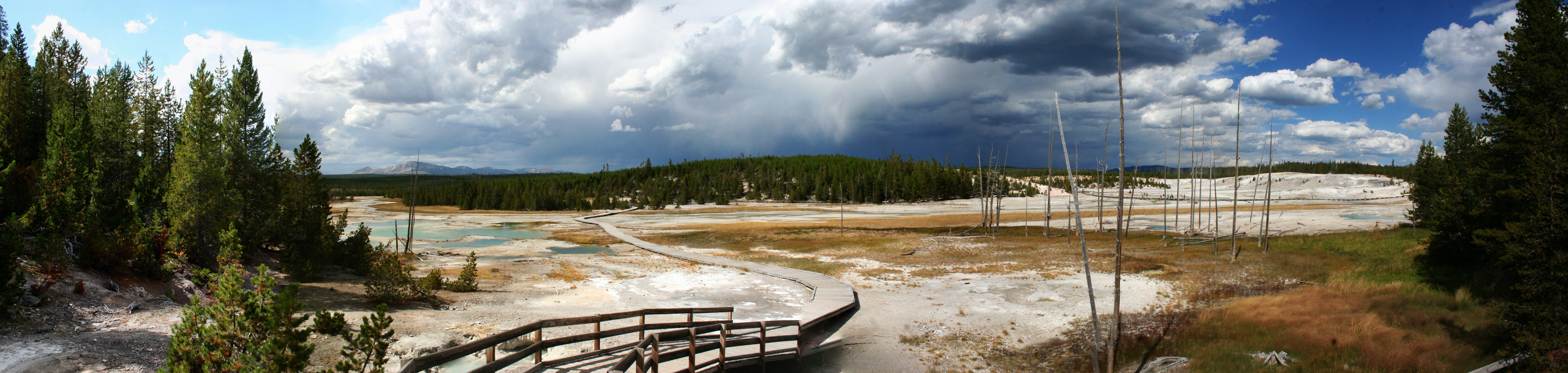
Widok Na Porcelain Basin

### Porcelain Basin
- Black Grawler
- Jetsam Pool
- Basin Geyser
- Hurricane Vent
- Colloidal Pool
- Congress Pool
- Locomotive Spring
- Carnegie Drill Hole
- Arsenic Geyser
- Swiss Cheese Pool
- Incline Geyser
- Lava Pool
- Primrase Springs
- Pinto Geyser
- Iris Spring
- Blue Geyser
- Opal Springs
- Moxie Geyser
- Fan Geyser
- Constant Geyser
- Sieve Lake
- Rock Spring
- Receptacle Spring
- The Reservoir
- Elbony Geyser
- Crown Jewels Spring
- Pinwheel Geyser
- Splutter Pot Geyser
- Fireball Geyser
- Sunday Geyser
- Scummy Pool
- Guardian Geyser
- Dark Cavern Geyser
- Glacial Melt Geyser
- Cats Eye Spring
- Milky Complex
- Teal Blue Bubbler
- Crackling Lake
- Whale's Mouth
- Yellow Crown Crater

### Back Basin
- Harding Geyser
- Bathtub Spring
- Steam Velve Spring
- Dr Allen's Paint Pots
- New Crater Geyser
- Black Pit Spring
- Sulphur Pot
- Crater Spring
- Roat Pool
- Arch Steam Vent
- Tantalus Geyser
- Dishwater Spring
- Mystic Spring
- Mud Pool
- Dabble Geyser
- Yellow Mud Pool
- Puff'n Stuff Geyser
- Black Hermit Cauldron
- Green Dragon Spring
- Gray Lakes
- Meduse Geyser
- Phillips Cauldron
- Hydrophane Springs
- Muddy Sneaker Complex
- Blue Mud Steam Vent
- Tangled Root Spring
- Yellow Funnel Spring
- Son of Green Dragon Spring
- Orby Geyser
- Recess Spring
- Orpiment Spring
- Bastille Geyser
- Pearl Geyser
- Pebble Geyser Cone
- Corporal Geyser
- Veteran Geyser
- Dog Leg Spring
- Rubbie Geyser
- Palpitator Spring
- Fearless Geyser
- Monarch Geyser
- Minute Geyser
- Branch Spring
- Abandoned Cone Vent
- Firecracker Spring
- Perpetual Sprouter
- Rediscovered Geyser[2]